# Cheerleader (single)
Cheerleader (Felix Jaehn remix) is een single van OMI uit 2014.

## Achtergrond
In 2014 maakte de Duitse producer Felix Jaehn een remix van OMI's pop-reggaesingle Cheerleader uit 2011, die in de originele uitvoering slechts aansloeg in Jamaica en Haïti. Jaehn voerde de bpm iets op en voegde een housebeat, bongo's, een trompet en een salsa-achtig pianodeuntje toe. De remix bereikte de hoogste plaats van de hitlijsten van Australië, België, Canada, Denemarken, Duitsland, Frankrijk, Hongarije, Ierland, Nederland, Polen, Schotland, Slowakije, Tsjechië, het Verenigd Koninkrijk, Zweden en Zwitserland. Hiermee werd het in Nederland de eerste Jamaicaanse nummer 1-hit sinds Get busy van Sean Paul uit 2003.

## Uitvoerenden
- Mark Bradford: componist
- Clifton Dillon: componist, muziekproducent
- Ryan Dillon: componist
- Sly Dunbar: componist
- Omi: zang, componist, muziekproducent
- Felix Jaehn: remix
- Tim Cash: regisseur (originele videoclip)

## Hitnoteringen

### Nederlandse Top 40
| Hitnotering: 17-01-2015 t/m 01-08-2015 | Hitnotering: 17-01-2015 t/m 01-08-2015 | Hitnotering: 17-01-2015 t/m 01-08-2015 | Hitnotering: 17-01-2015 t/m 01-08-2015 | Hitnotering: 17-01-2015 t/m 01-08-2015 | Hitnotering: 17-01-2015 t/m 01-08-2015 | Hitnotering: 17-01-2015 t/m 01-08-2015 | Hitnotering: 17-01-2015 t/m 01-08-2015 | Hitnotering: 17-01-2015 t/m 01-08-2015 | Hitnotering: 17-01-2015 t/m 01-08-2015 | Hitnotering: 17-01-2015 t/m 01-08-2015 | Hitnotering: 17-01-2015 t/m 01-08-2015 | Hitnotering: 17-01-2015 t/m 01-08-2015 | Hitnotering: 17-01-2015 t/m 01-08-2015 | Hitnotering: 17-01-2015 t/m 01-08-2015 | Hitnotering: 17-01-2015 t/m 01-08-2015 |
| Week:                                  | 1                                      | 2                                      | 3                                      | 4                                      | 5                                      | 6                                      | 7                                      | 8                                      | 9                                      | 10                                     | 11                                     | 12                                     | 13                                     | 14                                     | 15                                     |
| -------------------------------------- | -------------------------------------- | -------------------------------------- | -------------------------------------- | -------------------------------------- | -------------------------------------- | -------------------------------------- | -------------------------------------- | -------------------------------------- | -------------------------------------- | -------------------------------------- | -------------------------------------- | -------------------------------------- | -------------------------------------- | -------------------------------------- | -------------------------------------- |
| Positie:                               | 8                                      | 1                                      | 1                                      | 1                                      | 1                                      | 1                                      | 1                                      | 1                                      | 1                                      | 1                                      | 1                                      | 1                                      | 2                                      | 4                                      | 5                                      |
| Week:                                  | 16                                     | 17                                     | 18                                     | 19                                     | 20                                     | 21                                     | 22                                     | 23                                     | 24                                     | 25                                     | 26                                     | 27                                     | 28                                     | 29                                     |                                        |
| Positie:                               | 5                                      | 6                                      | 6                                      | 7                                      | 9                                      | 14                                     | 19                                     | 25                                     | 31                                     | 34                                     | 37                                     | 38                                     | 39                                     | 40                                     | uit                                    |

### Mega Top 50
| Hitnotering: 10-01-2015 t/m 05-09-2015 | Hitnotering: 10-01-2015 t/m 05-09-2015 | Hitnotering: 10-01-2015 t/m 05-09-2015 | Hitnotering: 10-01-2015 t/m 05-09-2015 | Hitnotering: 10-01-2015 t/m 05-09-2015 | Hitnotering: 10-01-2015 t/m 05-09-2015 | Hitnotering: 10-01-2015 t/m 05-09-2015 | Hitnotering: 10-01-2015 t/m 05-09-2015 | Hitnotering: 10-01-2015 t/m 05-09-2015 | Hitnotering: 10-01-2015 t/m 05-09-2015 | Hitnotering: 10-01-2015 t/m 05-09-2015 | Hitnotering: 10-01-2015 t/m 05-09-2015 | Hitnotering: 10-01-2015 t/m 05-09-2015 | Hitnotering: 10-01-2015 t/m 05-09-2015 | Hitnotering: 10-01-2015 t/m 05-09-2015 | Hitnotering: 10-01-2015 t/m 05-09-2015 | Hitnotering: 10-01-2015 t/m 05-09-2015 | Hitnotering: 10-01-2015 t/m 05-09-2015 | Hitnotering: 10-01-2015 t/m 05-09-2015 |
| Week:                                  | 1                                      | 2                                      | 3                                      | 4                                      | 5                                      | 6                                      | 7                                      | 8                                      | 9                                      | 10                                     | 11                                     | 12                                     | 13                                     | 14                                     | 15                                     | 16                                     | 17                                     | 18                                     |
| -------------------------------------- | -------------------------------------- | -------------------------------------- | -------------------------------------- | -------------------------------------- | -------------------------------------- | -------------------------------------- | -------------------------------------- | -------------------------------------- | -------------------------------------- | -------------------------------------- | -------------------------------------- | -------------------------------------- | -------------------------------------- | -------------------------------------- | -------------------------------------- | -------------------------------------- | -------------------------------------- | -------------------------------------- |
| Positie:                               | 24                                     | 2                                      | 1                                      | 1                                      | 1                                      | 1                                      | 1                                      | 1                                      | 1                                      | 1                                      | 2                                      | 2                                      | 3                                      | 2                                      | 3                                      | 4                                      | 5                                      | 6                                      |
| Week:                                  | 19                                     | 20                                     | 21                                     | 22                                     | 23                                     | 24                                     | 25                                     | 26                                     | 27                                     | 28                                     | 29                                     | 30                                     | 31                                     | 32                                     | 33                                     | 34                                     | 35                                     |                                        |
| Positie:                               | 7                                      | 10                                     | 11                                     | 23                                     | 29                                     | 31                                     | 33                                     | 33                                     | 31                                     | 31                                     | 31                                     | 31                                     | 31                                     | 33                                     | 28                                     | 31                                     | 44                                     | uit                                    |

### NederlandseSingle Top 100
| Hitnotering: 22-11-2014 t/m 02-04-2016 | Hitnotering: 22-11-2014 t/m 02-04-2016 | Hitnotering: 22-11-2014 t/m 02-04-2016 | Hitnotering: 22-11-2014 t/m 02-04-2016 | Hitnotering: 22-11-2014 t/m 02-04-2016 | Hitnotering: 22-11-2014 t/m 02-04-2016 | Hitnotering: 22-11-2014 t/m 02-04-2016 | Hitnotering: 22-11-2014 t/m 02-04-2016 | Hitnotering: 22-11-2014 t/m 02-04-2016 | Hitnotering: 22-11-2014 t/m 02-04-2016 | Hitnotering: 22-11-2014 t/m 02-04-2016 | Hitnotering: 22-11-2014 t/m 02-04-2016 | Hitnotering: 22-11-2014 t/m 02-04-2016 | Hitnotering: 22-11-2014 t/m 02-04-2016 | Hitnotering: 22-11-2014 t/m 02-04-2016 | Hitnotering: 22-11-2014 t/m 02-04-2016 | Hitnotering: 22-11-2014 t/m 02-04-2016 | Hitnotering: 22-11-2014 t/m 02-04-2016 | Hitnotering: 22-11-2014 t/m 02-04-2016 | Hitnotering: 22-11-2014 t/m 02-04-2016 | Hitnotering: 22-11-2014 t/m 02-04-2016 | Hitnotering: 22-11-2014 t/m 02-04-2016 | Hitnotering: 22-11-2014 t/m 02-04-2016 | Hitnotering: 22-11-2014 t/m 02-04-2016 | Hitnotering: 22-11-2014 t/m 02-04-2016 | Hitnotering: 22-11-2014 t/m 02-04-2016 |
| Week:                                  | 1                                      | 2                                      | 3                                      | 4                                      | 5                                      | 6                                      | 7                                      | 8                                      | 9                                      | 10                                     | 11                                     | 12                                     | 13                                     | 14                                     | 15                                     | 16                                     | 17                                     | 18                                     | 19                                     | 20                                     | 21                                     | 22                                     | 23                                     | 24                                     | 25                                     |
| -------------------------------------- | -------------------------------------- | -------------------------------------- | -------------------------------------- | -------------------------------------- | -------------------------------------- | -------------------------------------- | -------------------------------------- | -------------------------------------- | -------------------------------------- | -------------------------------------- | -------------------------------------- | -------------------------------------- | -------------------------------------- | -------------------------------------- | -------------------------------------- | -------------------------------------- | -------------------------------------- | -------------------------------------- | -------------------------------------- | -------------------------------------- | -------------------------------------- | -------------------------------------- | -------------------------------------- | -------------------------------------- | -------------------------------------- |
| Positie:                               | 95                                     | 82                                     | 74                                     | 66                                     | 59                                     | 36                                     | 20                                     | 8                                      | 1                                      | 1                                      | 1                                      | 1                                      | 2                                      | 1                                      | 1                                      | 1                                      | 1                                      | 1                                      | 1                                      | 2                                      | 2                                      | 4                                      | 5                                      | 5                                      | 6                                      |
| Week:                                  | 26                                     | 27                                     | 28                                     | 29                                     | 30                                     | 31                                     | 32                                     | 33                                     | 34                                     | 35                                     | 36                                     | 37                                     | 38                                     | 39                                     | 40                                     | 41                                     | 42                                     | 43                                     | 44                                     | 45                                     | 46                                     | 47                                     | 48                                     | 49                                     | 50                                     |
| Positie:                               | 5                                      | 5                                      | 6                                      | 8                                      | 10                                     | 13                                     | 15                                     | 14                                     | 12                                     | 14                                     | 13                                     | 18                                     | 17                                     | 17                                     | 17                                     | 18                                     | 24                                     | 24                                     | 26                                     | 31                                     | 36                                     | 38                                     | 41                                     | 42                                     | 46                                     |
| Week:                                  | 51                                     | 52                                     | 53                                     | 54                                     | 55                                     | 56                                     | 57                                     | 58                                     | 59                                     | 60                                     | 61                                     | 62                                     | 63                                     | 64                                     | 65                                     | 66                                     | 67                                     | 68                                     | 69                                     | 70                                     | 71                                     | 72                                     |                                        |                                        |                                        |
| Positie:                               | 41                                     | 45                                     | 60                                     | 61                                     | 59                                     | 65                                     | 71                                     | 62                                     | 73                                     | 44                                     | 70                                     | 67                                     | 65                                     | 82                                     | 83                                     | 92                                     | 91                                     | 98                                     | 95                                     | 99                                     | 96                                     | 98                                     | uit                                    |                                        |                                        |

### VlaamseUltratop 50
| Hitnotering (week 1 t/m 33): 24-01-2015 t/m 05-09-2015 Hitnotering (week 34 t/m 35): 02-01-2016 t/m 09-01-2016 | Hitnotering (week 1 t/m 33): 24-01-2015 t/m 05-09-2015 Hitnotering (week 34 t/m 35): 02-01-2016 t/m 09-01-2016 | Hitnotering (week 1 t/m 33): 24-01-2015 t/m 05-09-2015 Hitnotering (week 34 t/m 35): 02-01-2016 t/m 09-01-2016 | Hitnotering (week 1 t/m 33): 24-01-2015 t/m 05-09-2015 Hitnotering (week 34 t/m 35): 02-01-2016 t/m 09-01-2016 | Hitnotering (week 1 t/m 33): 24-01-2015 t/m 05-09-2015 Hitnotering (week 34 t/m 35): 02-01-2016 t/m 09-01-2016 | Hitnotering (week 1 t/m 33): 24-01-2015 t/m 05-09-2015 Hitnotering (week 34 t/m 35): 02-01-2016 t/m 09-01-2016 | Hitnotering (week 1 t/m 33): 24-01-2015 t/m 05-09-2015 Hitnotering (week 34 t/m 35): 02-01-2016 t/m 09-01-2016 | Hitnotering (week 1 t/m 33): 24-01-2015 t/m 05-09-2015 Hitnotering (week 34 t/m 35): 02-01-2016 t/m 09-01-2016 | Hitnotering (week 1 t/m 33): 24-01-2015 t/m 05-09-2015 Hitnotering (week 34 t/m 35): 02-01-2016 t/m 09-01-2016 | Hitnotering (week 1 t/m 33): 24-01-2015 t/m 05-09-2015 Hitnotering (week 34 t/m 35): 02-01-2016 t/m 09-01-2016 | Hitnotering (week 1 t/m 33): 24-01-2015 t/m 05-09-2015 Hitnotering (week 34 t/m 35): 02-01-2016 t/m 09-01-2016 | Hitnotering (week 1 t/m 33): 24-01-2015 t/m 05-09-2015 Hitnotering (week 34 t/m 35): 02-01-2016 t/m 09-01-2016 | Hitnotering (week 1 t/m 33): 24-01-2015 t/m 05-09-2015 Hitnotering (week 34 t/m 35): 02-01-2016 t/m 09-01-2016 | Hitnotering (week 1 t/m 33): 24-01-2015 t/m 05-09-2015 Hitnotering (week 34 t/m 35): 02-01-2016 t/m 09-01-2016 | Hitnotering (week 1 t/m 33): 24-01-2015 t/m 05-09-2015 Hitnotering (week 34 t/m 35): 02-01-2016 t/m 09-01-2016 | Hitnotering (week 1 t/m 33): 24-01-2015 t/m 05-09-2015 Hitnotering (week 34 t/m 35): 02-01-2016 t/m 09-01-2016 | Hitnotering (week 1 t/m 33): 24-01-2015 t/m 05-09-2015 Hitnotering (week 34 t/m 35): 02-01-2016 t/m 09-01-2016 | Hitnotering (week 1 t/m 33): 24-01-2015 t/m 05-09-2015 Hitnotering (week 34 t/m 35): 02-01-2016 t/m 09-01-2016 | Hitnotering (week 1 t/m 33): 24-01-2015 t/m 05-09-2015 Hitnotering (week 34 t/m 35): 02-01-2016 t/m 09-01-2016 | Hitnotering (week 1 t/m 33): 24-01-2015 t/m 05-09-2015 Hitnotering (week 34 t/m 35): 02-01-2016 t/m 09-01-2016 |
| Week: | 1 | 2 | 3 | 4 | 5 | 6 | 7 | 8 | 9 | 10 | 11 | 12 | 13 | 14 | 15 | 16 | 17 | 18 | 19 |
| --- | --- | --- | --- | --- | --- | --- | --- | --- | --- | --- | --- | --- | --- | --- | --- | --- | --- | --- | --- |
| Positie: | 26 | 3 | 3 | 2 | 2 | 1 | 1 | 1 | 1 | 2 | 1 | 3 | 3 | 4 | 4 | 9 | 11 | 10 | 14 |
| Week: | 20 | 21 | 22 | 23 | 24 | 25 | 26 | 27 | 28 | 29 | 30 | 31 | 32 | 33 | | 34 | 35 | | |
| Positie: | 14 | 16 | 19 | 18 | 26 | 30 | 31 | 30 | 30 | 36 | 34 | 42 | 43 | 42 | uit | 50 | 35 | uit | |

### NPO Radio 2 Top 2000
Cheerleader stond alleen in 2015 in de NPO Radio 2 Top 2000, op plek 1561.